# Achim (Vorname)
Achim ist ein männlicher Vorname.

## Herkunft und Bedeutung des Namens
Achim (Ausspracheⓘ) ist die deutsche Kurzform des hebräischen Namens Joachim.
Bereits in Mt 1,14  taucht der Name Achim im Stammbaum Jesu als eigenständiger Vorname auf. Hier ist er als Variante von Jachin zu verstehen, der wiederum eine Kurzform von Jojachin darstellt und bedeutet: „der Herr stellt auf“, „der Herr bestätigt“, „der Herr verleiht Beständigkeit“.

## Namenstag
Sein Namenstag in der katholischen und anglikanischen Kirche ist der 26. Juli.

## Bekannte Namensträger
- Achim Amme (* 1949), deutscher Autor, Schauspieler und Musiker
- Achim von Arnim (1781–1831), deutscher Schriftsteller
- Achim Beierlorzer (* 1967), deutscher Fußballtrainer
- Achim Benning (1935–2024), deutscher Schauspieler und Regisseur
- Achim Bergmann (1943–2018), deutscher Verleger
- Achim Frenz (1957–2024), Museumsleiter und Herausgeber
- Achim Freyer (* 1934), deutscher Maler und Regisseur
- Achim Hebgen (1943–2012), deutscher Hörfunkmoderator, Musikproduzent und Leiter der SWR-Jazzredaktion
- Achim Hofer (* 1955), deutscher Musikwissenschaftler und Hochschullehrer
- Achim Lenz (* 1978), Schweizer Schauspiel- und Musiktheaterregisseur, Autor und Dozent an der Folkwang Universität der Künste
- Achim Lichtenberger (* 1970), deutscher Klassischer Archäologe und Hochschullehrer
- Achim Mehnert (1961–2018), deutscher Schriftsteller
- Achim Mentzel (1946–2016), deutscher Moderator
- Achim Petry (1927–2014), deutscher Schauspieler und Synchronsprecher
- Achim Petry (* 1974), deutscher Musiker und Sänger
- Achim Reichel (* 1944), deutscher Musiker
- Achim Soltau (1938–2016), deutscher Richter, Schachspieler und -funktionär
- Achim Sommer (* 1956), deutscher Kunstwissenschaftler
- Achim Strietzel (1926–1989), deutscher Schauspieler
- Achim Warmbold (* 1941), deutscher Rallyefahrer
- Achim Winter (* 1961), deutscher Moderator, Autor, Produzent, Regisseur, Blogger und Satiriker

ebenso:
- Wurst-Achim (1963–2023), Marktschreier